# Alex Chamán Portugal
Alex Chamán Portugal es un sociólogo, profesor, catedrático universitario, político y ex-terrorista peruano que fue parte del Partido Comunista del Perú - Sendero Luminoso. Actualmente se desempeña como líder del MOVADEF en Bolivia.

## Biografía
Como miembro de Sendero Luminoso, fue capturado en 1992 luego de un atentado terrorista en la cual disparó y lanzó granadas contra una patrulla policial en Surquillo. Chamán era miembro de Socorro Popular, organismo generado de dicha organización subversiva, siendo recluido, tras su captura, en el Penal Miguel Castro Castro. En 1995, viajó a Bolivia en calidad de "refugiado político", graduándose como sociólogo en la Universidad Mayor de San Andrés. Posteriormente, ingresaría a trabajar como docente en la referida universidad. 
En el año 2012, Chamán fundó la sede boliviana del MOVADEF, convirtiéndose en su dirigente. En el año 2018, organizó un foro denominado como "La Crisis de la Educación Pública Latinoamericana en el Marco del Capitalismo Neoliberal", donde participaron Pedro Castillo, César Tito Rojas, Edgar Tello y Mery Coila Ramírez, además de proporcionar traslado y alojamiento.
Durante las protestas tras el intento de autogolpe de Pedro Castillo, Chamán se dedicó, a través de las redes sociales, a azuzar a los manifestantes e incitar a la violencia. El 8 de octubre de 2023, Chamán publicó un libro titulado "La moral comunista en el PCP-Sendero Luminoso", en donde realiza apología del Pensamiento Gonzalo.